# Tournado
Tournado è una raccolta di 3 CD dei Dio che contiene i loro album Killing the Dragon ed Evil or Divine, ed il singolo Electra, che originariamente avrebbe dovuto far parte dell'album Magica II & III, mai completato e pubblicato per via della prematura morte di Ronnie James Dio.

## Tracce

### CD 1 (Killing the Dragon)
1. Killing the Dragon (Dio, Jimmy Bain) – 4:25
2. Along Comes a Spider (Dio, Doug Aldrich, Bain) – 3:32
3. Scream (Dio, Aldrich, Bain) – 5:02
4. Better in the Dark (Dio, Bain) – 3:43
5. Rock 'n Roll (Dio, Bain, Craig Goldy) – 6:11
6. Push (Dio, Bain, Goldy) – 4:08
7. Guilty (Dio, Bain) – 4:25
8. Throw Away Children (Dio, Goldy) – 5:35
9. Before the Fall (Dio, Bain) – 3:48
10. Cold Feet (Dio, Bain) – 4:11
11. Fever Dreams (live) (con i Deep Purple) [Traccia bonus] - 4:24
12. Rainbow in the Dark (live) (con i Deep Purple) [Traccia bonus] - 4:51

### CD 2 (Evil or Divine - Live in New York City)
1. Killing The Dragon – 5:15 –  (Ronnie James Dio, Jimmy Bain)
2. Egypt/Children of the Sea – 8:46 –  (Vinny Appice, Jimmy Bain, Geezer Butler, Vivian Campbell, Ronnie James Dio, Tony Iommi, Bill Ward)
3. Push – 4:04 –  (Ronnie James Dio, Jimmy Bain, Craig Goldy)
4. Stand Up and Shout – 4:03 –  (Ronnie James Dio, Jimmy Bain)
5. Rock and Roll – 5:58 –  (Ronnie James Dio, Jimmy Bain, Craig Goldy)
6. Don't Talk to Strangers – 6:38 –  (Ronnie James Dio)
7. Man on the Silver Mountain – 3:07 –  (Ritchie Blackmore, Ronnie James Dio)
8. Guitar Solo – 8:51
9. Long Live Rock and Roll – 5:02 –  (Ritchie Blackmore, Ronnie James Dio)
10. Fever Dreams – 4:38 –  (Ritchie Blackmore, Ronnie James Dio)
11. Holy Diver – 5:25 –  (Ronnie James Dio)
12. Heaven and Hell – 7:12 –  (Gezeer Butler, Ronnie James Dio, Tony Iommi, Bill Ward)
13. The Last in Line – 8:40 –  (Jimmy Bain, Ronnie James Dio, Vivian Campbell)
14. Rainbow in the Dark – 6:01 –  (Vinny Appice, Jimmy Bain, Vivian Campbell, Ronnie James Dio)
15. We Rock – 6:10 –  (Ronnie James Dio)

### CD 3 (Electra)
1. Electra - 6:26

## Formazione
- Ronnie James Dio - voce
- Doug Aldrich - chitarra
- Jimmy Bain - basso
- Scott Warren - tastiere
- Simon Wright - batteria